# Closer Than Veins
Closer Than Veins er det tredje studiealbum af den danske musikgruppe Outlandish, som blev udgivet den 31. oktober 2005 via RCA Records.

## Spor
| #   | Titel                                         | Sangskriver(e) | Længde |
| --- | --------------------------------------------- | --- | ------ |
| 1.  | "Introspective"                               | Waqas Qadri, Isam Bachiri, Lenny Martinez, Rahul Dev Burman, Jeppe Bisgaard, Saqib                                        | 2:27   |
| 2.  | "Any Given Time"                              | W. Qadri, Bachiri, Martinez, Frederik Nordsø, Louis Winding, Vicente Amigo                                                | 4:37   |
| 3.  | "Look into My Eyes"                           | Gihad Ali, W. Qadri, Bachiri, Martinez, Omar Shah                                                                         | 4:03   |
| 4.  | "Just Me"                                     | Shah, W. Qadri, Bachiri, Martinez, Lucas Secon                                                                            | 3:53   |
| 5.  | "Kom igen" (featuring U$O, ADL og Salah Edin) | W. Qadri, Bachiri, Martinez, Bisgaard, Saqib, U$O, Adam Baptiste, Abid Tounssi, Otto Francker, Sejr-Volmer Sørensen       | 4:25   |
| 6.  | "Nothing Left to Do" / "The Vessel Interlude" | Shah, W. Qadri, Bachiri, Martinez, Jeppe Federspiel, Rasmus Stabell / Shaykh Abdallah Adhami, W. Qadri, Bachiri, Martinez | 3:45   |
| 7.  | "Beyond Words" (featuring Burhan G)           | W. Qadri, Bachiri, Martinez, Bisgaard, Saqib, Burhan Genc, Christoph Borkowsky Akbar                                      | 4:49   |
| 8.  | "Words Stuck to Heart"                        | W. Qadri, Bachiri, Martinez, Secon, Donald McLean                                                                         | 3:37   |
| 9.  | "Reggada" (featuring Taibi og Dany Raï)       | Taib Ouaich, Mohamed Bellajrou, W. Qadri, Bachiri, Martinez, Nordsø, Winding                                              | 4:00   |
| 10. | "Callin' U"                                   | W. Qadri, Bachiri, Martinez, Carsten Mortensen                                                                            | 4:27   |
| 11. | "Sakeena"                                     | W. Qadri, Bachiri, Martinez, Ahsan Qadri                                                                                  | 5:11   |
| 12. | "I've Seen" (featuring Sami Yusuf)            | W. Qadri, Bachiri, Martinez, A. Qadri, Sami Yusuf                                                                         | 4:32   |
| 13. | "Una Palabra" (featuring Majid)               | Shah, W. Qadri, Bachiri, Martinez, Secon, Carlos Varela                                                                   | 3:28   |
| 14. | "I Only Ask of God"                           | W. Qadri, Bachiri, Martinez, Nordsø, Winding, León Gieco                                                                  | 3:42   |
| 15. | "Appreciatin'"                                | W. Qadri, Bachiri, Martinez, Bisgaard, Saqib                                                                              | 4:20   |

## Hitlister og certificeringer

### Hitlister
| Hitliste (2005)     | Højeste placering |
| ------------------- | ----------------- |
| Danish Albums Chart | 3                 |

### Certificeringer
| Land    | Udgiver | Certificeringer |
| ------- | ------- | --------------- |
| Danmark | IFPI    | Platin          |